# 潘文華
潘文華（1886年11月11日—1950年11月16日），字仲三，四川仁壽縣人，國軍二级陆军上将。

## 生平
1909年畢業於四川陆军军官速成学堂，和刘湘等人是同学。在校期間，他加入中國同盟會。1909年，他随军入藏任副排长，于巴塘县一带作战，后升任排长、队长。1911年，他在驻藏川军中响应辛亥革命，后兵溃回川。1919年12月，他从陕南回四川，投达县颜德基部，任川军第7师独立旅旅长。1920年，他投靠同学刘湘，此后任川军第2军4师师长，1923年他任川东清乡司令，1924年2月14日，他获将军府授“植威将军”。1926年7月，他兼任重庆商埠督办公署督办，后担任第二十一军教导师师长。1929年2月任重庆市首任市长。 1935年1月，他兼任四川剿匪军南路总指挥，拒中央红军于四川境外。1935年7月，他辞任重庆市市长，率军到雅安阻击红四方面军。川康整军后，他任第二十三军军长。1936年2月15日获授陆军中将。
抗日战争期间，他任第25军团军团长。1937年冬，他参加广泗战役。1938年初，刘湘病故于汉口；1938年1月回四川继承“甫系”（刘湘号甫澄，故称刘湘系统为甫系）职掌，统率了刘湘留川的5个师、2个独立旅和16个保安团，任第28集团军总司令兼川康绥靖公署副主任。后改任川陕鄂边区绥靖公署主任（驻阆中）。1940年5月25日获授二级上将。与延安保持长期联系，多次会见中国共产党领导人毛泽东、周恩来、王若飞等，中共先后派遣唐午园、甘树人、钱松甫（化名全斌文）、田一平、聂生明到该部任联络员。1944年冬和刘文辉一起秘密加入民盟。
1945年抗日战争取得胜利后，蒋下令撤銷川陕鄂边区绥署和第28集团军总司令部。1946年任川黔湘鄂边区绥靖公署主任。率领全部武装离开川西，开赴边区，绥署移驻宜昌，潘部几个师分别调到襄樊、武汉等地。1948年8月他因被架空而失去兵权。1949年4月任西南军政长官公署副长官。12月11日在四川彭县与邓锡侯、刘文辉通电投共。此后，任西南军政委员会委员。1950年11月16日，突发心脏病逝于成都。